# Klaus Höffken
Klaus Höffken (* 5. August 1946 in Köln) ist ein deutscher Hämatologe und medizinischer Onkologe und ehemaliger Professor an der Friedrich-Schiller-Universität Jena.

## Leben
Höffken studierte von 1965 bis 1970 Humanmedizin an den Universitäten in Köln und München. Nach dem medizinischen Staatsexamen in Köln und der Medizinalassistentenzeit in Remscheid und Berlin war er ab 1972 als Wissenschaftlicher Assistent an der Klinik und Poliklinik für Innere Medizin (Tumorforschung) Westdeutsches Tumorzentrum in Essen tätig und erlangte hier 1985 die Anerkennung als Facharzt für Innere Medizin und 1980 die Schwerpunktbezeichnung für Hämatologie und Internistische Onkologie. Während dieser Zeit unternahm er von 1978 bis 1979 einen Forschungsaufenthalt an den Cancer Research Campaign Laboratories der University of Nottingham (England). 1978 wurde er zum Oberarzt ernannt und erhielt 1980 eine C2-Professur und 1982 die außerplanmäßige Professur an der Medizinischen Fakultät der Universität Essen. 1992 folgte er dem Ruf als Direktor der Abteilung für Hämatologie und Onkologie an der Friedrich-Schiller-Universität Jena. Von 1992 bis 2010 war Höffken Direktor der Klinik und Poliklinik für Innere Medizin II an der Friedrich-Schiller-Universität Jena. Von 2002 bis 2007 war er nebenamtlich, von 2007 bis 2014 hauptamtlich Ärztlicher Direktor und Medizinischer Vorstand des Universitätsklinikums Jena. Von 2014 bis 2017 war er hauptamtlicher Ärztlicher Direktor und Vorstandsvorsitzender des Universitätsklinikums Düsseldorf.

## Wirken
Höffkens klinische und klinisch-wissenschaftliche Arbeitsgebiete sind alle Bereiche der Medizinische Onkologie, insbesondere die Therapie des Mammakarzinoms, die Diagnose und Therapie von Leukämien und malignen Lymphknotenerkrankungen, die Immunologie der Tumorerkrankungen sowie die Krebsvorsorge.
Er war Mitglied im Vorstand und Beirat der Deutschen Krebshilfe, der Deutschen Krebsgesellschaft, der Internationalen Krebsgesellschaft (UICC) und der Deutschen Gesellschaft für Hämatologie und Medizinische Onkologie, deren Jahrestagung er 1999 leitete. Als Präsident der Deutschen Krebsgesellschaft (2002–2004) war er zuvor Kongresspräsident des Deutschen Krebskongress 2002.
Seit 2001 ist Höffken Mitglied der Sektion Innere Medizin und Dermatologie der Deutschen Akademie der Naturforscher Leopoldina und seit 2006 Mitglied der Akademie gemeinnütziger Wissenschaften zu Erfurt.
Von 1994 bis 2023 war Höffken Chief-editor der Zeitschrift Journal of Cancer Research and Clinical Oncology (Springer Verlag)(1903 gegründet unter dem Titel Zeitschrift für Krebsforschung) und von 1994 bis 2024 der federführende Herausgeber der Zeitschrift Die Onkologie (Springer Verlag), wo er seit 2025 weiterhin einer der Herausgebenden und in der Rubrik "Journal Club" tätig ist.
Von 2014 bis 2022 war Höffken Aufsichtsratsmitglied des Universitätsklinikums Magdeburg.

## Auszeichnungen
- 1992 Gerhard-Domagk-Preis